# Campionati europei di sollevamento pesi 1949
I Campionati europei di sollevamento pesi 1949, 31ª edizione della manifestazione, si svolsero a Scheveningen dal 4 al 6 settembre; la gara mondiale venne considerata valida anche come campionato europeo e furono classificati i tre atleti del continente col miglior piazzamento.

## Formula
La formula prevedeva tre serie di sollevamenti:
- sollevamento a distensione a due mani;
- sollevamento a strappo a due mani;
- sollevamento a slancio a due mani.

## Titoli in palio
| Categoria            | Eventi         | Atleti |
| -------------------- | -------------- | ------ |
| Pesi gallo           | Fino a 56 kg   | 1      |
| Pesi piuma           | Fino a 60 kg   | 4      |
| Pesi leggeri         | Fino a 67,5 kg | 4      |
| Pesi medi            | Fino a 75 kg   | 5      |
| Pesi massimi leggeri | Fino a 82,5 kg | 4      |
| Pesi massimi         | Oltre 82,5 kg  | 5      |

## Nazioni partecipanti
Ai campionati parteciparono 23 atleti rappresentanti di 8 nazioni. Sei di queste entrarono nel medagliere. Tra parentesi i partecipanti per nazione.
- Belgio  (2)
- Danimarca  (2)
- Finlandia  (4)
- Francia  (4)
- Italia  (2)
- Paesi Bassi  (4)
- Regno Unito  (3)
- Svezia  (2)

## Risultati
Nella categoria dei pesi gallo avvenne un fatto unico nella storia dei campionati; fu assegnata soltanto la medaglia d'oro poiché Marcel Thévenet era l'unico atleta europeo iscritto nella gara di quella categoria.
| Evento         | Oro             | Oro   | Argento         | Argento | Bronzo           | Bronzo |
| -------------- | --------------- | ----- | --------------- | ------- | ---------------- | ------ |
| 56 kg.         | Marcel Thévenet | 267,5 | non attribuita  | –       | non attribuita   | –      |
| 60 kg.         | Johan Runge     | 312,5 | Max Heral       | 302,5   | Einar Sundström  | 270,0  |
| 67,5 kg.       | Arvid Andersson | 322,5 | Unto Lehtonen   | 300,0   | Théophile Huyge  | 297,5  |
| 75 kg.         | Ernie Peppiatt  | 335,0 | Frank Teräskari | 332,5   | Sigvard Kinnunen | 330,0  |
| 82,5 kg.       | Jean Debuf      | 382,5 | Ernest Roe      | 350,0   | Juhani Vellamo   | 342,5  |
| Oltre 82,5 kg. | Niels Petersen  | 390,0 | Robert Allart   | 387,5   | Raymond Herbaux  | 365,0  |

## Medagliere
| Posiz. | Nazione     | Oro | Argento | Bronzo | Totale |
| ------ | ----------- | --- | ------- | ------ | ------ |
| 1      | Francia     | 2   | 1       | 1      | 4      |
| 2      | Danimarca   | 2   | 0       | 0      | 2      |
| 3      | Regno Unito | 1   | 1       | 0      | 2      |
| 4      | Svezia      | 1   | 0       | 1      | 2      |
| 5      | Finlandia   | 0   | 2       | 2      | 4      |
| 6      | Belgio      | 0   | 1       | 1      | 2      |
| Totale | Totale      | 6   | 5       | 5      | 16     |

## Classifica a squadre
Il sistema di punteggio è basato sui punti distribuiti per l'esercizio totale in base allo schema adottato nel 1948:
| Pos. | Squadra     | Punti |
| ---- | ----------- | ----- |
| 1    | Francia     | 14    |
| 2    | Danimarca   | 10    |
| 3    | Regno Unito | 8     |
| 4    | Finlandia   | 8     |
| 5    | Svezia      | 6     |
| 6    | Belgio      | 4     |